# Euphorbia ocellata
Euphorbia ocellata là một loài thực vật có hoa trong họ Đại kích. Loài này được Durand & Hilg. mô tả khoa học đầu tiên năm 1854.